# Aplasta berytaria
Aplasta berytaria är en fjärilsart som beskrevs av Otto Staudinger och Hans Rebel 1901. Aplasta berytaria ingår i släktet Aplasta och familjen mätare. Inga underarter finns listade i Catalogue of Life.